# Søndre Sogn
Søndre Sogn er et sogn i Viborg Domprovsti (Viborg Stift). Sognet ligger i Viborg Kommune; indtil Kommunalreformen i 1970 lå det i Nørlyng Herred (Viborg Amt). I Søndre Sogn ligger Sortebrødre Kirke.
I Søndre Sogn findes flg. autoriserede stednavne:
- Viborg Vestermark (bebyggelse)